# Rotino
Rotino (macedónul: Ротино) település Észak-Macedóniában, a Pelagonijai körzet Bitolai járásában.

## Népesség
| Lakosok száma | 575  | 598  | 573  | 566  | 513  | 269  | 193  | 113  | 93   |
|               | 1948 | 1953 | 1961 | 1971 | 1981 | 1991 | 1994 | 2002 | 2021 |

2002-ben lakatlan település.